# 科爾丘諾克 (利維夫州)
49°52′45″N 23°11′58″E / 49.87917°N 23.19944°E
科爾丘諾克（烏克蘭語：Корчунок），是烏克蘭西部的村莊，隸屬利維夫州的亞沃里夫區。該村始建於1947年，面積0.13平方公里，海拔高度244米，2001年人口23，人口密度每平方公里172.93人。